# ویازوویه
ویازوویه (انگلیسی: Vyazovoye) یک شهرک در بخش کراسنویاروژسکی استان بلگورود کشور روسیه است.